# ソニア・ロビンソン
ソニア・ロビンソン（Sonya Robinson、1959年7月29日 - ）は、アメリカのミュージシャン、作曲家。

## 背景
ソニア・ロビンソンは、ウィスコンシン州ミルウォーキーのニコレット高校とウィスコンシン大学ミルウォーキー校を卒業している。1983年、彼女はミス・ブラック・アメリカに選ばれた。

## レコーディング・アーティスト
1987年、彼女はコロムビア・レコードから『ソニア』というタイトルの最初のCDをリリース。ジャン＝ポール・ブレリーがプロデュースした。
マイルス・デイヴィスはかつて彼女のヴァイオリン演奏をスタッフ・スミスやレイ・ナンスと比較した。

## ディスコグラフィ

### リーダー・アルバム
- 『ソニア』 - Sonya (1987年、Columbia)
- 『ライヴ・アット・スパイラル』 - Live At Spiral (1989年、Newsic)
- Whistle (2013年、Fly)